# Wilker Ángel
Pour les articles homonymes, voir Angel.
Wilker José Ángel Romero, né le 18 mars 1993 à Valera au Venezuela, est un footballeur international vénézuélien, qui évolue au poste de défenseur.

## Biographie

### Carrière en club
Avec le Deportivo Táchira, Wilker Ángel dispute 14 matchs en Copa Libertadores, et un match en Copa Sudamericana.

### Carrière internationale
Avec la sélection vénézuélienne des moins de 20 ans, il participe au championnat des moins de 20 ans de la CONMEBOL en 2013, qui se déroule en Argentine. Le Venezuela est éliminé dès le premier tour de la compétition.
Wilker Ángel compte 3 sélections et 2 buts avec l'équipe du Venezuela depuis 2014. 
Il est convoqué pour la première fois par le sélectionneur national Noel Sanvicente pour un match amical contre la Bolivie le 18 novembre 2014, et marque son premier but en sélection lors de cette rencontre (défaite 3-2). 
Il participe à la Copa América 2015, où il ne joue aucun match, le Venezuela étant éliminé au premier tour de la compétition.

## Palmarès
- Avec le Deportivo Táchira
  - Champion du Venezuela en 2011 et 2015

## Statistiques
| Saison                | Club                  | Championnat           | Championnat | Championnat | Coupe(s) nationale(s) | Coupe(s) nationale(s) | Compétition(s) continentale(s) | Compétition(s) continentale(s) | Compétition(s) continentale(s) | Total | Total |
| Saison                | Club                  | Division              | M.          | B.          | M.                    | B.                    | Comp.                          | M.                             | B.                             | M.    | B.    |
| 2010-2011             | Trujillanos FC        | Primera División      | 13          | 0           | -                     | -                     | -                              | -                              | -                              | 13    | 0     |
| 2010-2011             | Deportivo Táchira     | Primera División      | 8           | 2           | -                     | -                     | CL                             | 1                              | 0                              | 9     | 2     |
| 2011-2012             | Deportivo Táchira     | Primera División      | 22          | 2           | 4                     | 2                     | CL                             | 6                              | 0                              | 32    | 4     |
| 2012-2013             | Deportivo Táchira     | Primera División      | 23          | 2           | -                     | -                     | CS                             | 1                              | 0                              | 24    | 2     |
| 2013-2014             | Deportivo Táchira     | Primera División      | 32          | 6           | 6                     | 1                     | -                              | -                              | -                              | 38    | 7     |
| 2014-2015             | Deportivo Táchira     | Primera División      | 35          | 4           | 5                     | 0                     | CL                             | 7                              | 0                              | 47    | 4     |
| 2015                  | Deportivo Táchira     | Primera División      | 14          | 0           | 2                     | 1                     | -                              | -                              | -                              | 16    | 1     |
| 2016                  | Deportivo Táchira     | Primera División      | 2           | 1           | -                     | -                     | -                              | -                              | -                              | 2     | 1     |
| Total sur la carrière | Total sur la carrière | Total sur la carrière | 149         | 17          | 17                    | 4                     | -                              | 15                             | 0                              | 181   | 21    |

### En sélection nationale
| Saison                | Sélection             | Phases finales          | Phases finales | Phases finales | Phases finales | Éliminatoires CDM | Éliminatoires CDM | Éliminatoires CDM | Matchs amicaux | Matchs amicaux | Matchs amicaux | Total | Total | Total |
| Saison                | Sélection             | Compétition             | M              | B              | Pd             | M                 | B                 | Pd                | M              | B              | Pd             | M     | B     | Pd    |
| --------------------- | --------------------- | ----------------------- | -------------- | -------------- | -------------- | ----------------- | ----------------- | ----------------- | -------------- | -------------- | -------------- | ----- | ----- | ----- |
| 2011-2012             | Venezuela             | -                       | -              | -              | -              | 0                 | 0                 | 0                 | -              | -              | -              | 0     | 0     | 0     |
| 2014-2015             | Venezuela             | Copa América 2015       | 0              | 0              | 0              | -                 | -                 | -                 | 1              | 1              | 0              | 1     | 1     | 0     |
| 2015-2016             | Venezuela             | Copa América Centenario | 4              | 0              | 0              | 2                 | 0                 | 0                 | 3              | 1              | 0              | 9     | 1     | 0     |
| 2016-2017             | Venezuela             | -                       | -              | -              | -              | 5                 | 0                 | 0                 | -              | -              | -              | 5     | 0     | 0     |
| 2017-2018             | Venezuela             | -                       | -              | -              | -              | 1                 | 0                 | 0                 | 1              | 0              | 0              | 2     | 0     | 0     |
| 2018-2019             | Venezuela             | Copa América 2019       | -              | -              | -              | -                 | -                 | -                 | 4              | 0              | 0              | 4     | 0     | 0     |
| 2019-2020             | Venezuela             | -                       | -              | -              | -              | -                 | -                 | -                 | 2              | 0              | 0              | 2     | 0     | 0     |
| 2020-2021             | Venezuela             | Copa América 2021       | -              | -              | -              | 5                 | 0                 | 0                 | -              | -              | -              | 5     | 0     | 0     |
| 2022-2023             | Venezuela             | -                       | -              | -              | -              | -                 | -                 | -                 | 1              | 0              | 0              | 1     | 0     | 0     |
| 2023-2024             | Venezuela             | Copa América 2024       | 3              | 0              | 0              | 6                 | 0                 | 0                 | 1              | 0              | 0              | 10    | 0     | 0     |
| Total sur la carrière | Total sur la carrière | Total sur la carrière   | 7              | 0              | 0              | 19                | 0                 | 0                 | 13             | 2              | 0              | 39    | 2     | 0     |